# Melchior van Rijn
Melchior van Rijn (Oegstgeest, 1973) is een Nederlands tekenaar en illustrator.

## Biografie
Van Rijn werd geboren in Oegstgeest. Hij bezocht daar het Rijnlands Lyceum. Vervolgens studeerde hij kunstgeschiedenis aan de Universiteit van Leiden en volgde een avondstudie rechten.
Van Rijn werkte na zijn studie enige jaren als redacteur. In 2007 ging hij aan de slag als fulltime illustrator. Van Rijn tekent hoofdzakelijk met potlood en penseel. Hij maakt illustraties voor kinderboeken en het tijdschrift Pure Fantasy, tekent strips en maakt historische impressies. Uit zijn werk blijkt zijn interesse voor sprookjes en fantasie. Hij verzorgde in 2008 de illustraties en vormgeving van het bordspel Kraków 1325 AD van Peter Struijf.

### Privé
Van Rijn is getrouwd en heeft drie kinderen. Hij woont in Leiden.